# Haplotaxodon microlepis
Haplotaxodon microlepis ist eine afrikanische Buntbarschart, die endemisch im ostafrikanischen Tanganjikasee vorkommt.

## Merkmale
Haplotaxodon microlepis kann eine Maximallänge von 26 cm erreichen, wobei die Weibchen meist etwas kleiner bleiben und weniger kräftig gefärbt sind. Die Fische sind langgestreckt und seitlich stark abgeflacht. Typisch für die Art sind die großen Augen, das nach oben weisende, fast senkrecht stehende Maul und die kleinen Schuppen, die alle Perissodini aufweisen. Körper und Flossen von Haplotaxodon microlepis sind silbrig gefärbt, mit bläulichen Glanzschuppen und gelben Linien und Flecken. Der Rücken ist bräunlich. Die Bauchflossen und die Schwanzflosse sind spitz ausgezogen.

## Lebensweise
Haplotaxodon microlepis lebt einzeln oder paarweise an Felsküsten bis in Tiefen von 30 Metern und ernährt sich von pelagischen Garnelen, Copepoden, Insektenlarven und von jungen Clupeiden (Limnothrissa miodon + Stolothrissa tanganicae), die im See in riesigen Schwärmen vorkommen. Haplotaxodon microlepis ist ein biparentaler Maulbrüter, bei dem die 100 bis 200 Eier und Larven für die ersten zehn bis zwölf Tage vom Weibchen ins Maul genommen werden und die größer gewordenen Larven danach auch vom Männchen aufgenommen werden.

## Systematik
Art und Gattung wurden 1906 durch den belgisch-britischen Zoologen George Albert Boulenger beschrieben. 1999 beschrieben die japanischen Ichthyologen Takahashi und Nakaya eine weitere Art der Gattung, Haplotaxodon trifasciatus. Zusammen mit einigen stark spezialisierten, Schuppen fressenden Buntbarschen gehört die Gattung zur Tribus Perissodini und ist dort die Schwestergruppe aller anderen Gattungen.